# Kang Chul
Dans ce nom coréen, le nom de famille, Kang, précède le nom personnel.
Kang Chul (coréen : 강철) (né le 2 novembre 1971 à Séoul en Corée du Sud) est un joueur de football international sud-coréen, qui évoluait au poste de défenseur, avant de devenir entraîneur.

## Biographie

### Carrière de joueur

#### Carrière en sélection
Avec l'équipe de Corée du Sud, il dispute 54 matchs (pour un but inscrit) entre 1992 et 2001. Il figure notamment dans le groupe des sélectionnés lors des JO de 1992 et de 2000.
Il participe également aux coupes d'Asie des nations de 1996 et de 2000, ainsi que la Gold Cup de 2000 et la Coupe des confédérations de 2001.
Il joue enfin la Coupe du monde des moins de 20 ans 1991 organisée au Portugal.